# Рубі (гора)
Гора Рубі (Рубінова гора, місцева назва Старий вулкан) — це шлаковий конус у регіоні Стекін, Британська Колумбія, Канада, розташований 23 км (14 миля) на північний схід від Атліна та 6 км (4 миля) на південь від гори Бархем. Нещодавній обвал на східній стороні вулкана спричинив великий зсув, який розсікає цю частину гори. Вулкан є найбільшою структурою вулканічного поля Атлін.

## 8 листопада 1898 виверження
Надходили повідомлення про виверження в районі гори Рубі, близько 80 км (50 миля) на південь від озера Гледіс, ближче до кінця 19 століття. Кажуть, що шахтарі, які працювали в цьому районі, могли працювати темними ночами під світлом виверження. Однак не було знайдено доказів, зокрема, потоків лави, досить молодих, щоб відповідати цьому виверженню.

## Дивіться також
- Список вулканів Північної Кордильєри
- Список вулканів Канади